# Tutti lo sanno
Tutti lo sanno (Todos lo saben, noto anche con il titolo inglese Everybody Knows) è un film del 2018, scritto e diretto da Asghar Farhadi.
Il film, che ha come protagonisti Penélope Cruz e Javier Bardem, è stato scelto come film d'apertura della 71ª edizione del Festival di Cannes.

## Trama
Laura torna con i suoi due figli dall'Argentina nel suo paese natale, in Spagna, in occasione del matrimonio della sorella minore. Nel mezzo della cerimonia, tuttavia, la figlia maggiore, Irene, scompare: alcuni ritagli di giornale, lasciati sul letto della ragazza, fanno pensare che il crimine sia stato compiuto da una banda di criminali. Infatti, anni prima, tale banda ha rapito una ragazza per ottenere un riscatto, salvo ucciderla non appena la famiglia contattò la polizia. La richiesta di riscatto ammonta a 300 mila euro: una cifra che si aspettano che il marito di Laura, Alejandro, possa pagare; tuttavia l'uomo è disoccupato da due anni. L'evento fa riaffiorare dissapori e rancori dimenticati tra i familiari e coinvolge anche Paco, ex fidanzato di Laura la cui compagna, Bea, riceve dei messaggi dal rapitore, gli stessi messaggi recapitati anche a Laura.
Tutti iniziano a sospettare l'uno dell'altra all'interno della famiglia: è chiaro che i rapitori conoscono da vicino Laura, per quanto non abbastanza da conoscere le sue effettive condizioni economiche. Nel frattempo il padre di Laura inizia a rinfacciare all'intero paese come tutti posseggano ormai terre un tempo sue, che l'uomo aveva perso a causa del vizio del gioco: l'uomo vorrebbe ottenere in questo modo dei soldi dai paesani, tuttavia il suo piano fallisce.
 A differenza di Alejandro, Paco potrebbe trovare il denaro per pagare il riscatto. Laura è così costretta a rompere il giuramento reso anni prima al marito e rivelare a Paco che in realtà Irene è sua figlia, nata da un'ultima notte di passione in cui Laura aveva tradito Alejandro in occasione di un viaggio in Spagna senza il marito. Laura avrebbe voluto abortire, ma lo stesso Alejandro, molto credente, l'aveva dissuasa e aveva cresciuto Irene come se fosse sua figlia. In paese un po' tutti avevano notato la somiglianza fra Paco e Irene: è quindi probabile che i rapitori lo sospettassero e avessero rapito la figlia maggiore sapendo che per lei avrebbe potuto pagare anche Paco, cosa meno sicura se avessero rapito il figlio minore di Laura.
Man mano che la situazione si fa più tesa, Rocío (una delle nipoti di Laura, la figlia della sorella maggiore Mariana e di suo marito Fernando) va a trovare il suo ex Gabriel e il suo socio Luis: i due uomini sono in realtà i rapitori e hanno collaborato con Rocío per orchestrare un piano che consentisse loro di risolvere i problemi economici. Rocío è pentita e disperata, supplica loro di lasciare andare la cuginetta, tuttavia i due uomini insistono nel tenerla prigioniera fino al giorno dopo. Paco ha nel frattempo venduto la vigna che molti anni prima aveva comprato dalla stessa Laura: riesce quindi a consegnare il denaro del riscatto ai rapitori che, dopo averlo distratto con uno stratagemma, gli lasciano la ragazza in macchina. Prima che la famiglia di Laura riparta per l'Argentina, Irene chiede a suo padre perché sia stato Paco a trovarla: la non risposta dell'uomo fa sì che la ragazza immagini la verità. Nel frattempo la moglie di Fernando, Mariana, capisce che sua figlia Rocío è coinvolta nel rapimento e decide di rivelarlo a suo marito.

## Produzione
Il film è stato girato in Spagna con un budget di 11,9 milioni di dollari. Le riprese sono iniziate nell'agosto 2017.

## Distribuzione
Il film è stato presentato in anteprima mondiale l'8 maggio 2018 come film d'apertura del Festival di Cannes. È la seconda volta che un film in lingua spagnola viene scelto per aprire il festival francese, dopo La mala educación di Pedro Almodóvar nel 2004.

## Accoglienza

### Pubblico
Il film ha incassato 19,2 milioni di dollari al botteghino.

### Critica
Sull'aggregatore Rotten Tomatoes il film riceve il 78% delle recensioni professionali positive con un voto medio di 6,9 su 10 basato su 179 critiche, mentre su Metacritic ottiene un punteggio di 68 su 100 basato su 16 critiche.

## Riconoscimenti
- 2018 - Festival di Cannes
  - In competizione per la Palma d'oro
- 2019 - Premio Goya
  - Candidatura per il miglior film
  - Candidatura per il miglior regista a Asghar Farhadi
  - Candidatura per il miglior attore protagonista a Javier Bardem
  - Candidatura per la miglior attrice protagonista a Penélope Cruz
  - Candidatura per il miglior attore non protagonista a Eduard Fernández
  - Candidatura per la miglior sceneggiatura originale a Asghar Farhadi
  - Candidatura per il miglior montaggio a Hayedeh Safiyari
  - Candidatura per la miglior canzone a Una de esas noches sin final